# Procordia
Procordia AB var en svensk statligt ägd företagsgrupp, som ursprungligen bildades 1970 under namnet Statsföretag AB. Företaget bildades i syfte att få en samlad förvaltning av de statligt ägda företagen och bestod från början huvudsakligen av gruv-, stål-, skogs- och varvsföretag. Bland andra ingick Svenska Tobaks AB, Uddevallavarvet, Karlskronavarvet, Norrbottens Järnverk AB, ASSI och LKAB. 1970-talets ekonomiska kris ledde till att verksamheten utökades med ett stort antal nya företag i olika branscher, men samtidigt avyttrades exempelvis Karlskronavarvet och Uddevallavarvet till Svenska Varv AB 1977 och Norrbottens Järnverk AB till Svenskt Stål AB (SSAB) 1978. Det leddes från 1971 till 1982 av VD Per Sköld.
Statsföretag drogs med stora förluster, och 1983 rekonstruerades verksamheten, varvid de kapitaltunga basindustriföretagen ASSI, LKAB och SSAB övertogs av industridepartementet. Holdingbolaget Statsföretag namnändrades i samband med detta till Procordia AB 1985, varvid verksamheten koncentrerades till ett fåtal branscher. År 1987 börsnoterades Procordia. Procordia fusionerades 1990 med läkemedelskoncernen Pharmacia och det Volvoägda livsmedelsföretaget Provendor. Efter detta var huvudägarna två: Volvo och svenska staten. 
År 1992 förvärvades Swedish Match, vars verksamhet med tändsticks- och tändartillverkning, införlivades i affärsområdet Procordia United Brands. Swedish Match blev moderbolag i en underkoncern, i vilken bland annat ingick Svenska Tobaks AB. Året därefter delades Procordia upp i läkemedelskoncernen Pharmacia och livsmedelsföretaget Branded Consumer Products. Volvo blev huvudägare – och från 1994 ensamägare – i Branded Consumer Products. Swedish Match omorganiserades till ett självständigt bolag, medan större delen av den resterande verksamheten namnändrades till Procordia Food AB. Sedan 1995 är Procordia Food AB ett helägt dotterbolag till norska Orkla.